# Världsmästerskapen i rodd 2015
Världsmästerskapen i rodd 2015 var den 45:e upplagan av Rodd-VM, och ägde rum på Aiguebelettesjön i Frankrike mellan den 30 augusti och 6 september 2015. Tävlingar arrangerades i 26 grenar. 

## Medaljörer

### Herrar
Icke olympisk klass
| Gren              | Guld | Guld    | Silver | Silver  | Brons | Brons   |
| Singelsculler     | Tjeckien Ondřej Synek | 6.54,76 | Nya Zeeland Mahé Drysdale | 6.55,10 | Litauen Mindaugas Griškonis | 6.57,64 |
| Dubbelsculler     | Kroatien Martin Sinković Valent Sinković                                                                                                 | 6.03,33 | Litauen Rolandas Maščinskas Saulius Ritter | 6.05,31 | Nya Zeeland Robbie Manson Christopher Harris | 6.06,73 |
| Scullerfyra       | Tyskland Philipp Wende Karl Schulze Lauritz Schoof Hans Gruhne                                                                           | 5.53,22 | Australien David Crawshay Karsten Forsterling Cameron Girdlestone David Watts                                                                              | 5.54,75 | Estland Andrei Jämsä Allar Raja Tõnu Endrekson Kaspar Taimsoo                                                                                         | 5.56,34 |
| Tvåa utan styrman | Nya Zeeland Eric Murray Hamish Bond | 6.15,83 | Storbritannien James Foad Matt Langridge | 6.22,35 | Serbien Miloš Vasić Nenad Beđik | 6.25,36 |
| Fyra utan styrman | Italien Marco Di Costanzo Matteo Castaldo Matteo Lodo Giuseppe Vicino                                                                    | 5.46,78 | Australien Will Lockwood Spencer Turrin Josh Dunkley-Smith Alexander Hill                                                                                  | 5.48,74 | Storbritannien Scott Durant Alan Sinclair Tom Ransley Stewart Innes                                                                                   | 5.49,00 |
| Tvåa med styrman  | Storbritannien Nathaniel Reilly-O'Donnell Matthew Tarrant Henry Fieldman                                                                 | 6.51,31 | Tyskland Jakob Schneider Clemens Ernsting Jonas Wiesen | 6.57,36 | Serbien Viktor Pivač Martin Mačković Luka Mladenović                                                                                                  | 6.59,53 |
| Åtta med styrman  | Storbritannien Matt Gotrel Constantine Louloudis Pete Reed Paul Bennett Mohamed Sbihi Alex Gregory George Nash William Satch Phelan Hill | 5.36,18 | Tyskland Maximilian Munski Malte Jakschik Maximilian Reinelt Eric Johannesen Anton Braun Felix Drahotta Richard Schmidt Hannes Ocik Martin Sauer           | 5.36,36 | Nederländerna Dirk Uittenbogaard Boaz Meylink Kaj Hendriks Boudewijn Röell Olivier Siegelaar Tone Wieten Mechiel Versluis Robert Lücken Peter Wiersum | 5.38,09 |
| Lättvikt          | |         | |         | |         |
| Singelsculler     | Nya Zeeland Adam Ling | 6.53,80 | Slovenien Rajko Hrvat | 6.54,59 | Serbien Miloš Stanojević | 6.55,88 |
| Dubbelsculler     | Frankrike Stany Delayre Jérémie Azou | 6.13,38 | Storbritannien Will Fletcher Richard Chambers | 6.15,15 | Norge Kristoffer Brun Are Strandli | 6.15,52 |
| Scullerfyra       | Frankrike Maxime Demontfaucon Damien Piqueras Pierre Houin Morgan Maunoir                                                                | 5.48,50 | Tyskland Roman Acht Daniel Lawitzke Philipp Grebner Jonathan Rommelmann                                                                                    | 5.48,81 | Danmark Emil Espensen Andrej Bendtsen Mathias Larsen Oscar Petersen                                                                                   | 5.50,41 |
| Tvåa utan styrman | Storbritannien Joel Cassells Sam Scrimgeour                                                                                              | 6.29,40 | Frankrike Augustin Mouterde Théophile Onfroy | 6.32,02 | Tyskland Jonas Kilthau Matthias Arnold | 6.34,53 |
| Fyra utan styrman | Schweiz Lucas Tramèr Simon Schürch Simon Niepmann Mario Gyr                                                                              | 5.55,31 | Danmark Kasper Winther Jørgensen Jens Vilhelmsen Jacob Barsøe Jacob Larsen                                                                                 | 5.57,58 | Frankrike Franck Solforosi Thomas Baroukh Thibault Colard Guillaume Raineau                                                                           | 5.58,22 |
| Åtta med styrman  | Tyskland Tobias Schad Simon Barr Torben Neumann Florian Roller Tobias Franzmann Stefan Wallat Claas Mertens Can Temel Felix Heinemann    | 5.38,92 | Frankrike Gaël Chocheyras Alexis Guérinot Clément Duret Thibault Lecomte Clément Fonta Vincent Cavard Clément Roulet-Dubonnet Fabrice Moreau Thibaut Hacot | 5.40,14 | USA Tobin McGee John Devlin Christopher Lambert Peter Schmidt Phillip Henson Alex Twist David Smith Matthew Lenhart Jack Carlson                      | 5.40,41 |

### Kvinnor
Icke olympisk klass

## Medaljtabell
Medaljerna fördelades enligt nedanstående tabell.
| Pl.    | Nation         | Guld | Silver | Brons | Totalt |
| ------ | -------------- | ---- | ------ | ----- | ------ |
| 1      | Storbritannien | 5    | 9      | 1     | 15     |
| 2      | Nya Zeeland    | 5    | 3      | 1     | 9      |
| 3      | Tyskland       | 3    | 4      | 2     | 9      |
| 4      | Australien     | 3    | 2      | 0     | 5      |
| 5      | USA            | 3    | 1      | 3     | 7      |
| 6      | Frankrike      | 2    | 2      | 2     | 6      |
| 7      | Tjeckien       | 1    | 1      | 0     | 2      |
| 8      | Kroatien       | 1    | 0      | 0     | 1      |
| 8      | Israel         | 1    | 0      | 0     | 1      |
| 8      | Italien        | 1    | 0      | 0     | 1      |
| 8      | Schweiz        | 1    | 0      | 0     | 1      |
| 12     | Danmark        | 0    | 1      | 1     | 2      |
| 12     | Litauen        | 0    | 1      | 1     | 2      |
| 14     | Grekland       | 0    | 1      | 0     | 1      |
| 14     | Slovenien      | 0    | 1      | 0     | 1      |
| 16     | Nederländerna  | 0    | 0      | 3     | 3      |
| 16     | Serbien        | 0    | 0      | 3     | 3      |
| 18     | Kanada         | 0    | 0      | 2     | 2      |
| 18     | Kina           | 0    | 0      | 2     | 2      |
| 18     | Norge          | 0    | 0      | 2     | 2      |
| 21     | Estland        | 0    | 0      | 1     | 1      |
| 21     | Sydafrika      | 0    | 0      | 1     | 1      |
| 21     | Ukraina        | 0    | 0      | 1     | 1      |
| Totalt | Totalt         | 26   | 26     | 26    | 78     |